# Brimin Kipruto
Brimin Kiprop Kipruto (ur. 31 lipca 1985 w Korkitony) – kenijski biegacz długodystansowy, złoty medalista olimpijski z Pekinu i srebrny medalista olimpijski z Aten (a także uczestnik igrzysk olimpijskich w Londynie i Rio de Janeiro), mistrz świata oraz srebrny i dwukrotnie brązowy medalista mistrzostw świata w biegu na 3000 metrów z przeszkodami.
18 sierpnia 2008 odniósł życiowy sukces zostając w Pekinie mistrzem olimpijskim w biegu na 3000 m z przeszkodami z czasem 8:10,34 min. Rekord życiowy (a zarazem rekord kraju, czas ten był do czerwca 2023 rekordem Afryki) na tym dystansie ustanowił w 2011 – 7:53,64.

## Sukcesy
| Rok  | Zawody                     | Miejsce    | Pozycja | Wynik       |
| ---- | -------------------------- | ---------- | ------- | ----------- |
| 2004 | Igrzyska olimpijskie       | Ateny      | 2.      | 8:06,11 min |
| 2005 | Mistrzostwa świata         | Helsinki   | 3.      | 8:15,30 min |
| 2007 | Mistrzostwa świata         | Osaka      | 1.      | 8:13,82 min |
| 2008 | Igrzyska olimpijskie       | Pekin      | 1.      | 8:10,34 min |
| 2010 | Igrzyska Wspólnoty Narodów | Nowe Delhi | 3.      | 8:19,65 min |
| 2011 | Mistrzostwa świata         | Daegu      | 2.      | 8:16,05 min |
| 2015 | Mistrzostwa świata         | Pekin      | 3.      | 8:12,54 min |